# Urwaldzelle bei Braunfels
Urwaldzelle bei Braunfels este o arie protejată (arie specială de conservare — SAC, sit de importanță comunitară — SCI) din Germania întinsă pe o suprafață de 20,09 ha, integral pe uscat.

## Localizare
Centrul sitului Urwaldzelle bei Braunfels este situat la coordonatele 50°31′00″N 8°22′22″E / 50.5167°N 8.3728°E.

## Înființare
Situl Urwaldzelle bei Braunfels a fost declarat sit de importanță comunitară în noiembrie 2004 pentru a proteja un număr necunoscut de specii din flora spontană și fauna sălbatică aflate în arealul zonei. Situl a fost protejat și ca arie specială de conservare în martie 2008.

## Biodiversitate
Situată în ecoregiunea continentală, aria protejată conține 2 habitate naturale: Peșteri inaccesibile publicului, Păduri de fag Asperulo-Fagetum.
La baza desemnării sitului se află un număr nedeclarat de specii protejate.